# Sindicato Alemán de Trabajadores Metalúrgicos
El Sindicato Alemán de Trabajadores Metalúrgicos (en alemán: Deutscher Metallarbeiter-Verband, abreviado DMV) fue un sindicato industrial alemán de trabajadores metalúrgicos formado en 1891 y disuelto después de la llegada al poder de los nazis en 1933.

## Historia

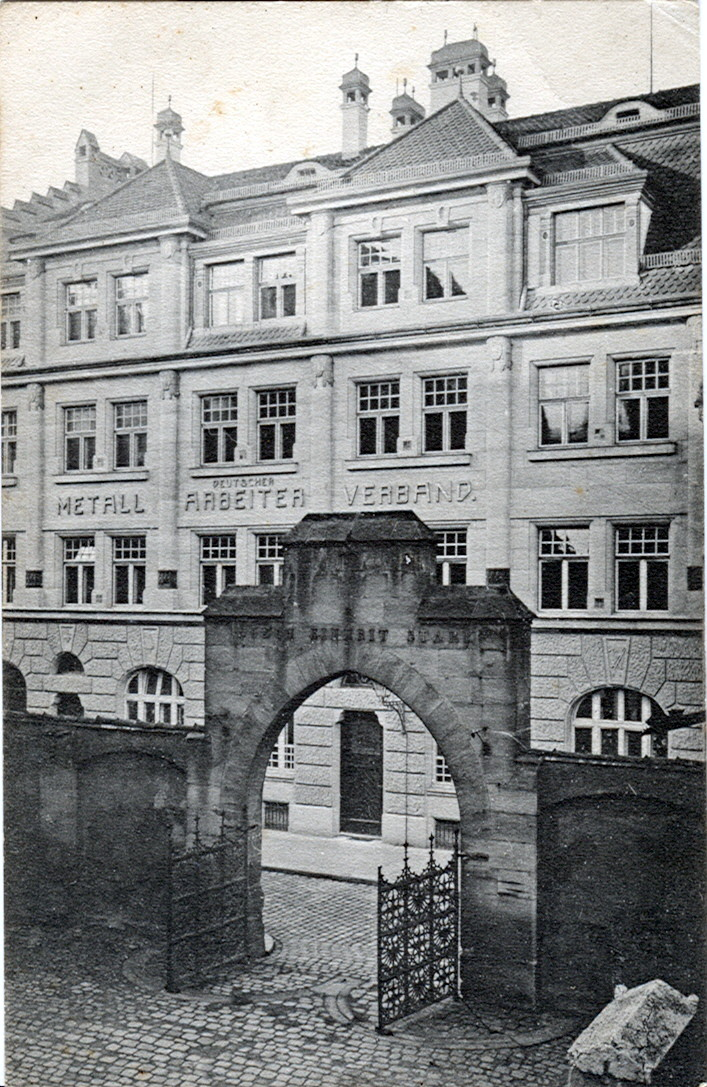
El edificio del DMV en Núremberg.

Los trabajadores metalúrgicos alemanes comenzaron a organizarse en sindicatos en 1868. En 1891, en un congreso en Fráncfort del 1 al 6 de junio, varios sindicatos separados unieron sus fuerzas para formar una sola federación con 23.200 miembros. El DMV fue el primer sindicato industrial del país. Tenía su sede en Stuttgart. Se hizo cargo de la publicación del periódico ya existente Deutsche Metall-Arbeiter-Zeitung. Al principio, enfrentó la oposición de los sindicatos de artesanos establecidos. Su membresía llegó a 50 000 en 1896, 100 000 en 1901 y más de 500 000 en 1913. Su crecimiento se vio frenado por no obtener el reconocimiento de los empleadores en las grandes plantas de la industria pesada hasta la Primera Guerra Mundial.
Durante la Primera Guerra Mundial, el DMV, como el resto del movimiento obrero socialista, no se opuso a los esfuerzos bélicos del país y mantuvo la paz laboral, una política conocida como Burgfrieden. A medida que se desmoronaba el esfuerzo bélico y estallaban las luchas revolucionarias, los trabajadores metalúrgicos también se rebelaron. Fueron una parte importante de las huelgas de enero, aunque el propio sindicato ayudó a restablecer el orden. Después deque el control del gobierno colapsara en la Revolución de Noviembre en noviembre de 1918, la mayoría de los líderes tuvieron que dejar sus puestos como resultado de haber apoyado la guerra. Una vez que se restableció el orden, el DMV, que formaba parte de Allgemeiner Deutscher Gewerkschaftsbund (ADGB, 'Federación General de Sindicatos Alemanes'), una confederación de sindicatos socialistas, obtuvo el reconocimiento de los empleadores y su membresía se disparó a 1,6 millones en 1919, lo que lo convirtió brevemente en el sindicato más grande en el mundo. Sin embargo, no pudo atraer a trabajadores más jóvenes durante los años de la República de Weimar y su membresía se redujo a menos de un millón en 1928. Durante la década de 1920, los comunistas del Partido Comunista de Alemania (KPD) tuvieron una influencia considerable en el DMV.
Después de que los nazis llegaran al poder en 1933, el DMV fue prohibido el 2 de mayo. Muchos de sus líderes fueron encarcelados y llevados a campos de concentración y los bienes y propiedades del sindicato fueron incautados. Algunas de sus estructuras organizativas se integraron en el Frente Alemán del Trabajo (DAF), la organización laboral del Partido Nazi. Aunque el DMV se opuso a los nazis, no pudo oponer una resistencia significativa contra su gobierno.
Después de la Segunda Guerra Mundial, en 1949, IG Metall se estableció como la nueva federación alemana de trabajadores metalúrgicos. Continuó la tradición del DMV, pero se esforzó por mantener la neutralidad política, sintiendo que la discordia política en el movimiento obrero alemán había contribuido a la victoria de los nazis en 1933.

## Fusiones
El sindicato absorbió varios sindicatos más pequeños:
- 1892: Unión de Cerrajeros e Ingenieros Mecánicos
- 1897: Sindicato de Trabajadores Metalúrgicos de Berlín
- 1900: Sindicato de Trabajadores del Oro y la Plata
- 1901: Unión Central de Formadores Alemanes
- 1905: Sindicato de trabajadores de astilleros alemanes (en parte)
- 1905: Unión de Trabajadores del Oro y la Plata de Hanau
- 1907: Unión de Grabadores y Cazadores
- 1912: Unión Central de Herreros
- 1921: Asociación de Artesanos Ferroviarios
- 1924: Asociación Central de Constructores Navales de Alemania

## Presidentes
- 1891: August Junge
- 1895: Alexander Schlicke
- 1919: Alwin Brandes, Robert Dißmann y Georg Reichel
- 1921: Alwin Brandes, Willy Eggert y Georg Reichel
- 1926: Alwin Brandes y Georg Reichel

### Citas
1. ↑  Scherm, 1932, p. 376.
2. 1 2 3 4  Doherty y van der Velden, 2012, p. 86.
3. 1 2 3 4  Gerstenberg, 2013.
4. 1 2  Klosek, 2013, p. 10.
5. ↑  Weitz, 1997, p. 141.
6. ↑  «Deutscher Metallarbeiter-Verband». Friedrich Ebert Stiftung (en alemán). Consultado el 24 de junio de 2020.